# Quadratic pseudo-Boolean optimisation
Quadratic pseudo-Boolean optimisation (QPBO) è un metodo di ottimizzazione discreta di funzioni pseudo-booleane quadratiche non submodulari nella forma
{\displaystyle f(\mathbf {x} )=w_{0}+\sum _{p\in V}w_{p}(x_{p})+\sum _{(p,q)\in E}w_{pq}(x_{p},x_{q})}
nelle variabili binarie {\displaystyle x_{p}\in \{0,1\}\;\forall p\in V=\{1,\dots ,n\}}, con {\displaystyle E\subseteq V\times V}. Se {\displaystyle f} è submodulare QPBO produce un ottimo globale in maniera equivalente a graph cut, mentre se {\displaystyle f} contiene termini non submodulari l'algoritmo produce una soluzione parziale con specifiche proprietà di ottimalità, in entrambi i casi in tempo polinomiale.
QPBO è usato nell'inferenza su campi di Markov casuali (MRF) e campi condizionali casuali (CRF), e ha applicazioni in problemi di visione artificiale come segmentazione e stereo matching.

## Ottimizzazione di funzioni non submodulari
Se i coefficienti {\displaystyle w_{pq}} dei termini quadratici soddifano la condizione di submodularità
{\displaystyle w_{pq}(0,0)+w_{pq}(1,1)\leq w_{pq}(0,1)+w_{pq}(1,0)}
allora la funzione può essere ottimizzata tramite graph cut. È infatti possibile rappresentarla tramite un grafo a pesi non negativi, e il minimo globale può essere determinato in tempo polinomiale tramite un taglio minimo del grafo, che può essere calcolato efficientemente con algoritmi come quelli di Ford-Fulkerson, Edmonds-Karp, e Boykov-Kolmogorov.
Se la condizione di submodularità non è soddisfatta, il problema nel caso generale è NP-hard e non può sempre essere risolto esattamente in tempo polinomiale con un semplice graph cut. È possibile approssimare la funzione obiettivo con una funzione simile, ma submodulare, ad esempio eliminando i termini non submodulari o sostituendoli con un'approssimazione submodulare, ma tale approccio produce generalmente risultati sub-ottimali la cui qualità è accettabile solo se il numero di termini non submodulari è relativamente piccolo.
QPBO costruisce un grafo esteso, introducendo un insieme di variabili ausiliarie idealmente equivalenti alla negazione delle variabili del problema. La funzione associata a tale grafo è submodulare e può essere ottimizzata tramite graph cut: se i nodi del grafo associati a una variabile vengono separati dal taglio minimo in componenti connesse diverse il valore della variabile è definito, mentre se i nodi sono nella stessa componente non è possibile inferire il valore ottimale della variabile corrispondente. Tale metodo produce risultati generalmente superiori rispetto alla soluzione tramite graph cut di approssimazioni submodulari di funzioni non submodulari.

## Proprietà
QPBO produce una soluzione nella quale le variabili possono assumere tre diversi valori, vero, falso, e indefinito, nel seguito notati rispettivamente con 1, 0, e {\displaystyle \emptyset }. La soluzione prodotta da QPBO gode di due proprietà, note come ottimalità parziale e persistenza.
- Ottimalità parziale: se {\displaystyle f} è submodulare, QPBO calcola il minimo globale esatto in maniera equivalente a graph cut e tutte le variabili nella soluzione assumono un valore non indefinito, mentre se la condizione di submodularità non è soddisfatta il risultato sarà una soluzione parziale {\displaystyle \mathbf {x} } nella quale solo per un sottinsieme {\displaystyle {\hat {V}}\subseteq V} delle variabili assume un valore non indefinito. Tale soluzione parziale è sempre parte di una soluzione ottimale, ovvero esiste un punto di minimo globale {\displaystyle \mathbf {x^{*}} } di {\displaystyle f} tale che {\displaystyle x_{i}=x_{i}^{*}} per ogni {\displaystyle i\in {\hat {V}}}.
- Persistenza: dati una soluzione {\displaystyle \mathbf {x} } prodotta da QPBO e un qualsiasi assegnamento di valori {\displaystyle \mathbf {y} } alle variabili del problema, se si costruisce una nuova soluzione {\displaystyle {\hat {\mathbf {y} }}} sostituendo {\displaystyle y_{i}} con {\displaystyle x_{i}} per ogni {\displaystyle i\in {\hat {V}}}, si ha {\displaystyle f({\hat {\mathbf {y} }})\leq f(\mathbf {y} )}.[1]

## Algoritmo

Grafo rappresentante una funzione di due variabili e

L'algoritmo può essere diviso in tre parti principali: la costruzione del grafo, il calcolo di un taglio minimo, e l'assegnazione dei valori risultanti alle variabili.
Nella costruzione del grafo, l'insieme dei nodi {\displaystyle V} è costituito dai nodi sorgente {\displaystyle s} e pozzo {\displaystyle t}, più una coppia di nodi {\displaystyle p} e {\displaystyle p'} per ogni variabile. Dopo aver trasformato la funzione obiettivo {\displaystyle f} in forma normale, per ogni termine {\displaystyle w} si aggiunge una coppia di archi nel grafo:
- ad ogni termine {\displaystyle w_{p}(0)} corrispondono gli archi {\displaystyle p\rightarrow t} e {\displaystyle s\rightarrow p'}, con pesi {\displaystyle {\frac {1}{2}}w_{p}(0)};
- ad ogni termine {\displaystyle w_{p}(1)} corrispondono gli archi {\displaystyle s\rightarrow p} e {\displaystyle p'\rightarrow t}, con pesi {\displaystyle {\frac {1}{2}}w_{p}(1)};
- ad ogni termine {\displaystyle w_{pq}(0,1)} corrispondono gli archi {\displaystyle p\rightarrow q} e {\displaystyle q'\rightarrow p'}, con pesi {\displaystyle {\frac {1}{2}}w_{pq}(0,1)};
- ad ogni termine {\displaystyle w_{pq}(1,0)} corrispondono gli archi {\displaystyle q\rightarrow p} e {\displaystyle p'\rightarrow q'}, con pesi {\displaystyle {\frac {1}{2}}w_{pq}(1,0)};
- ad ogni termine {\displaystyle w_{pq}(0,0)} corrispondono gli archi {\displaystyle p\rightarrow q'} e {\displaystyle q\rightarrow p'}, con pesi {\displaystyle {\frac {1}{2}}w_{pq}(0,0)};
- ad ogni termine {\displaystyle w_{pq}(1,1)} corrispondono gli archi {\displaystyle q'\rightarrow p} e {\displaystyle p'\rightarrow q}, con pesi {\displaystyle {\frac {1}{2}}w_{pq}(1,1)}.

Il taglio minimo del grafo può essere calcolato con un algoritmo di flusso massimo. In generale, il grafo può ammettere più tagli minimi, che corrispondono a diverse soluzioni parziali, tuttavia è possibile costruire un taglio che lasci il minor numero possibile di variabili indefinite. Una volta calcolato il taglio minimo, ogni variabile riceve un valore dipendente dalla posizione dei rispettivi nodi {\displaystyle p} e {\displaystyle p'}: se {\displaystyle p} appartiene alla componente connessa contenente la sorgente e {\displaystyle p'} appartiene alla componente contenente il pozzo, il valore di {\displaystyle p} sarà 0, viceversa se {\displaystyle p} appartiene alla componente contenente il pozzo e {\displaystyle p'} a quella contenente la sorgente, il valore di {\displaystyle p} sarà 1. Se entrambi i nodi {\displaystyle p} e {\displaystyle p'} appartengono alla stessa componente connessa, il valore sarà indefinito.
Per quanto riguarda le variabili il cui valore risultante è indefinito, il modo in cui possono essere trattate dipende dal problema. In generale, date due soluzioni ottimali per due partizioni del grafo, è possibile combinarle in un'unica soluzione ottimale per l'intero problema in tempo lineare, tuttavia trovare una soluzione ottimale per le variabili indefinite rimane un problema NP-hard. Nel contesto di algoritmi iterativi come α-expansion una soluzione ragionevole è quella di lasciare il loro valore invariato, visto che la proprietà di persistenza garantisce un valore non-crescente della funzione obiettivo. Esistono diverse strategie esatte o approssimate per cercare di ridurre il numero di variabili indefinite.

## Termini di ordine superiore
L'ottimizzazione di funzioni pseudo-booleane di ordine superiore, ovvero contenenti termini dipendenti da tre o più variabili, è in generale un problema difficile. È sempre possibile ridurre in tempo polinomiale una funzione di ordine superiore a una funzione quadratica equivalente rispetto al problema di ottimizzazione (problema noto come higher-order clique reduction, HOCR), e il risultato di tale riduzione può essere ottimizzato con QPBO. Metodi generali per la riduzione di funzioni arbitrarie sono basati su opportune tecniche di sostituzione di sotto-espressioni e in generale richiedono l'introduzione di variabili ausiliarie. In pratica, per la maggior parte dei termini di ordine superiore è possibile calcolare in maniera esatta una riduzione senza aggiunta di variabili ausiliarie, risultando in un problema di ottimizzazione più semplice; per i restanti termini irriducibili è possibile calcolare una riduzione esatta con metodi più generali, aggiungendo variabili ausiliarie, oppure eseguendo una riduzione approssimata senza aggiungere nuove variabili.